# Paramenthus shulovi
Paramenthus shulovi är en spindeldjursart som beskrevs av Beier 1963. Paramenthus shulovi ingår i släktet Paramenthus och familjen Menthidae. Inga underarter finns listade i Catalogue of Life.